# Fourteenth Air Force
Lo  United States Space Command (SpOC) è una Numbered Air Force della United States Space Force (USSF) USA. Ha il quartier generale presso Vandenberg Air Force Base, California.
Il comando è preposto ad organizzare, addestrare, equipaggiare, comandare/controllare, ed impiegare le forze spaziali della  Space Force per supportare i piani operativi e le missioni dei comandanti combattenti USA e delle loro componenti subordinate ed è la componente Space Force in seno allo U.S. Strategic Command per le operazioni spaziali.
Istituita il 5 marzo 1943 in Kunming (Cina) come la 14 AF, è stata un'unità aerea di combattimento delle United States Army Air Forces nel teatro Asia-Pacifico della Seconda guerra mondiale. Prese parte ad operazioni soprattutto in Cina. Dopo l'ultimo conflitto mondiale la Fourteenth Air Force cooperò nell'ordine con lo Air Defense Command, il Continental Air Command, e la Air Force Reserve (AFR: http://www.afrc.af.mil/).
Lo United States Space Command è attualmente comandato dal maggior generale John E. Shaw. Il suo Command Chief Master è il Chief Master Sergeant John F. Bentivegna.

## Quadro d'insieme
Nel 1993 la Fourteenth Air Force entrò a far parte dell'Air Force Space Command, votato all'esecuzione di attività spaziali. Come l'unica Numbered Air Force USAF per lo spazio e la missione di Joint Space Operations del suo parallelo United Strategic Command, la missione operativa della 14 AF comprende il lancio spaziale dalle coste orientali ed occidentali, comando e controllo satellitare, allerta missilistica, sorveglianza spaziale e comando e controllo di forze spaziali multiarma subordinate ed aggregate. La missione complessiva è controllare e sfruttare lo spazio per operazioni globali e di teatro, in tal modo garantendo che gli aerei da combattimento siano supportati dalle migliori potenzialità spaziali disponibili.
Nel 1997 la 14 AF costituì lo Space Operations Center presso Vandenberg AFB in California per il comando e controllo permanente di tutte le risorse per operazioni spaziali. Nel 2002 la 14 AF divenne la componente per operazioni spaziali dell'Air Force nello United States Strategic Command. Nel 2005 la 14 AF aprì ufficialmente il suo centro operazioni rinnovato di recente. Le nuove attitudini di comando e controllo del Joint Space Operations Center assicurava unità di azione di tutte le risorse spaziali a supporto di operazioni militari congiunte su tutto il pianeta.
Dal dicembre 2019 il reparto è stato ufficialmente rinominato United States Space Command.

## Stormi e gruppi componenti
- 614th Air and Space Operations Center, gestisce Joint Space Operations Center
- 21st Space Wing, Peterson Air Force Base (Colorado)
- 30th Space Wing, Vandenberg Air Force Base (California)
- 45th Space Wing, Patrick Air Force Base (Florida)
- 50th Space Wing, Schriever Air Force Base (Colorado)
- 460th Space Wing, Buckley Air Force Base (Colorado)[2]

## Storia

### Seconda guerra mondiale

#### 1st American Volunteer group
Quando gli Stati Uniti entrarono nella Seconda guerra mondiale contro l'Impero nipponico nel dicembre 1941, Claire Chennault, comandante dell'American Volunteer Group (AVG) (noto come Tigri Volanti) della Forza Aerea della Repubblica di Cina fu chiamato a Chungking (Cina), il 29 marzo 1942, per una conferenza sul destino dell'AVG. Partecipavano all'incontro Chiang Kai-shek; sua moglie Song Meiling; il generale Joseph Stilwell, comandante di tutte le forze americane nel Teatro di Cina-Birmania-India; e il colonnello Clayton Lawrence Bissell, arrivato ai primi di marzo. 
Fin dal 30 dicembre 1941 il Dipartimento della Guerra a Washington D.C. aveva autorizzato l'incorporazione delle Tigri Volanti nelle United States Army Air Forces (USAAF). Chennault era contrario all'incorporazione delle Tigri Volanti 
nell'esercito. Stilwell e Bissell misero in chiaro tanto a Chennault quanto a Chiang che, se l'AVG non fosse confluito nelle United States Army Air Forces, sarebbero stati tagliati i suoi approvvigionamenti.
Chiang Kai-shek alla fine accettò l'incorporazione di AVG in USAAF, dopo che Stilwell ebbe promesso che il gruppo caccia interessato alla fusione sarebbe rimasto in Cina sotto il comando di Chennault. L'AVG fu disciolto il 4 luglio 1942, in seguito alla grave crisi del fronte in Birmania.

#### China Air Task Force
Chennault fu richiamato al servizio attivo nell'USAAF il 15 aprile 1942 con il grado di maggio generale. Gli fu detto che sarebbe stato ricompensato con il comando di una China Air Task Force (CATF) di caccia e bombardieri nell'ambito della Tenth Air Force. La sua missione era difendere l'attività di fornitura logistica aerea sopra le montagne himalayane tra India e Cina — soprannominate the Hump ("la gobba") — e garantire il supporto aereo alle forze terrestri cinesi. Bissell era stato promosso brigadier generale con un giorno di anzianità in più rispetto a Chennault perché comandasse tutte le unità aeree americane in Cina in qualità di comandante aereo di Stilwell (in agosto 1942 divenne generale comandante della Tenth Air Force). Ci furono malumori nel governo cinese e in Chennault per il fatto che quest'ultimo non avrebbe più avuto il controllo delle attività di combattimento in Cina. Tuttavia, quando il 26 giugno il comandante della Tenth Air Force Lewis Brereton fu trasferito in Egitto, Stilwell colse l'occasione per annunciare che Chennault avrebbe continuato a comandare tutte le operazioni aeree in Cina.
La CATF aveva 51 caccia nel luglio 1942: 31 Curtiss 81A-1 (Tomahawk di esportazione) e P-40B Tomahawk, e 20 P-40E Warhawk. Solo 29 erano idonei all'impiego. Gli 81A-1 e i P-40B facevano parte dei 100 caccia iniziali che la Cina aveva acquistato per equipaggiare le Tigri Volanti; i P-40E Warhawks erano stati spostati dall'India alla Cina nell'ambito del 23rd Fighter Group, aggregato all'AVG per fare esperienza e dare continuità al subentro nelle attività dell'AVG. Tutti questi velivoli erano buoni caccia diurni da media altitudine, che fornivano le migliori prestazioni tra i 15 000 e i 18 000 piedi, ed erano eccellenti mezzi per l'attacco al suolo.
Lo 11th Bombardment Squadron (Medium), consistente di sette B-25 trasferiti dall'India, costituiva la sezione bombardieri del comando di Chennault. Questi sette B-25C Mitchell erano la rimanenza degli originali 12 inviati dall'India. Ne furono perduti quattro in una missione di bombardamento eseguita durante il tragitto, ed un quinto manifestò tali problemi meccanici che fu messo da parte ed utilizzato come "magazzino ricambi" da cannibalizzare a vantaggio dei superstiti.
L'AVG fu disciolto il 4 luglio 1942, contemporaneamente all'attivazione del 23rd FG. Al relativo personale furono proposti ruoli da ufficiali USAAF ma solo cinque ex piloti AVG accettarono. Gli altri loro colleghi, molti dei quali insofferenti di Bissell, divennero piloti civili in Cina, rientrarono in America per altri lavori, o si arruolarono/rientrarono nei ranghi di altre forze armate e continuarono a combattere da qualche altra parte. Ad esempio Fritz Wolf rientrò nella US Navy con il grado di tenente, anzianità riconosciuta ed incarico di istruttore per piloti di caccia presso la Jacksonville Naval Air Station in Florida.
L'organizzazione del 23rd Fighter Group con il 74th, 75th e 76th squadroni caccia fu integrata dal trasferimento di uomini e P-40 da due squadroni del 51st Fighter Group in India.
Un quarto squadrone caccia fu ottenuto al 23rd Group con un sotterfugio. In giugno e luglio 1942 Chennault fece sì che la Tenth Air Force trasferisse il 16th Fighter Squadron del 51st FG, comandato dal maggiore John Alison, alla sua base principale di Kunming (Cina), per fare esperienza. Chennault li prese nella CATF — e non li restituì mai.
Il 19 marzo 1943 la CATF fu disciolta e le sue unità entrarono a far parte della neonata Fourteenth Air Force, con Chennault, promosso maggior generale, sempre al comando. In nove mesi d'esistenza, la China Air Task Force abbatté 149 aerei giapponesi [confermati], più 85 probabili, con la perdita di soli 18 P-40. Aveva eseguito 65 missioni di bombardamento su obiettivi nipponici in Cina, Birmania e Indocina, sganciando 311 tonnellate di bombe e perdendo un solo bombardiere B-25.
I membri della Fourteenth Air Force (con il contributo della stampa americana) fecero proprio il soprannome di Tigri Volanti già sfoggiato dal disciolto AVG. In particolare il 23rd Fighter Group fu spesso chiamato con quel medesimo soprannome.

#### Fourteenth Air Force

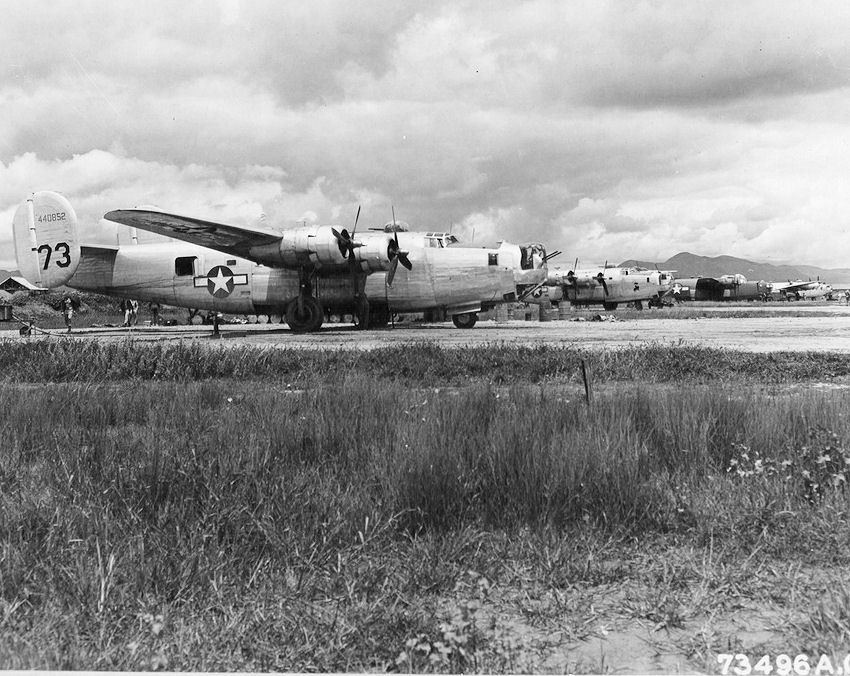
Una serie di B-24 Liberator della Fourteenth Air Force allineati in pista al Kunming Airport (Cina), 6 settembre 1944.

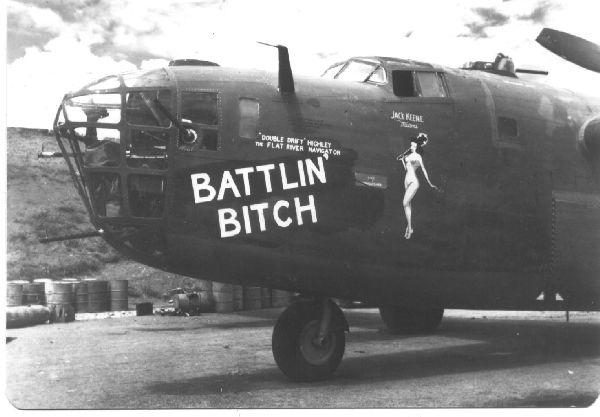
Foto ravvicinata di un B-24 della 14th Air Force, Cina, circa 1944.

Dal sito ufficiale della Fourteenth Air Force: Dopo il dissolvimento della China Air Task Force, il 10 marzo 1943 fu istituita la Fourteenth Air Force (14 AF) con un decreto del presidente Roosevelt. Chennault ne fu nominato comandante e promosso a maggior generale. Le "Tigri Volanti" (Flying Tigers) della 14 AF (che tramandarono tale designazione dall'AVG) svolsero attività di caccia e bombardamento altamente efficaci lungo un ampio fronte che si sviluppava dalla curva di Fiume Giallo e Jinan al nord fino all'Indocina al sud, da Chengdu e fiume Saluen all'ovest a Mar Cinese Orientale, Mar Cinese Meridionale e isola di Formosa ad est. Furono anche preziose per rifornire le forze cinesi con un ponte aereo attraverso  "The Hump" ("la gobba") nel teatro Cina-Birmania-India. Alla fine della Seconda guerra mondiale la 14 AF aveva raggiunto la superiorità aerea sui cieli della Cina e stabilito una rapporto di 7,7 aerei nemici distrutti in combattimento per ogni aereo americano perduto in combattimento. Complessivamente, le autorità militari stimarono che fossero stati distrutti o danneggiati nel teatro Cina-Birmania-India (Seconda guerra mondiale) più di 4 000 velivoli giapponesi. Inoltre, stimarono che le unità aeree in Cina avessero distrutto più di 1 100 000 tonnellate di naviglio, 1 079 locomotive, 4 836 autocarri e 580 ponti. Le United States Army Air Forces riconoscono alla 14 AF la distruzione di 2 315 apparecchi giapponesi, 356 ponti, 1 225 locomotive e 712 vagoni ferroviari.

#### Chinese-American Composite Wing
Oltre alla centrale struttura della Fourteenth Air Force (14AF), esisteva un secondo gruppo, il Chinese-American Composite Wing (CACW), come gruppi misti 1st Bomber, 3rd Fighter, e 5th Fighter [Group], con piloti provenienti da Stati Uniti e Repubblica di Cina. Il personale militare USA destinato al CACW arrivò nel teatro cinese alla metà di luglio 1943. Tra gli aerei assegnati al CACW c'erano i P-40 Warhawk delle ultime serie (con lo stemma nazionale dal cielo azzurro - sole bianco a 12 punte, insegne di timone e numerazione di squadrone/aereo tipici della Nationalist Chinese Air Force) e i bombardieri medi B-25 Mitchell. Alla fine del 1944 cominciarono ad essere assegnati a piloti CACW i P-51 Mustang con la livrea USAAF — dapprima delle serie P-51B e C, e poi, ai primi del 1945, seguiti dalle serie D e K. Quest'ultime erano versioni alleggerite che condividevano molte caratteristiche esteriori dei velivoli serie D, compreso il capolino a goccia. Tutti i piloti USA assegnati al CACW erano piloti qualificati nell'aviazione cinese, ed erano autorizzati a fregiarsi delle "ali" da pilota di entrambe le nazioni.
I membri del 3rd FG furono insigniti di Distinguished Unit Citation (oggi Presidential Unit Citation) per aver sostenuto una campagna: la Missione "A" a fine estate 1944. La missione "A" fermò una massiccia offensiva terrestre nipponica e valse parecchie decorazioni individuali per i piloti del gruppo che aveva pianificato ed eseguito la missione.
La maggior parte delle basi CACW si trovavano presso il confine con la Cina occupata dai giapponesi e un "Campo della Valle" stava in un territorio in mano giapponese. Tra i siti specifici di campi c'erano Hanchung, Ankang, Hsian, Laohokow, Enshih, Liangshan, Peishyi, Chihkiang, Hengyang, Kweilin, Liuchow, Chanyi, Suichwan, e Lingling. Oggi i gruppi 1st, 3rd e 5th della CACW sono ancora operativi a Taiwan, ancorché riorganizzati come 443rd, 427th e 401st Tactical Fighter Wings dell'aviazione di Taiwan.

#### Unità della Seconda guerra mondiale
- 68th Composite Wing
Costituito come 68th Fighter Wing, 9 agosto 1943.
Rinominato 68th Composite Wing, dicembre 1943.
Disattivato 10 ottobre 1945.

23d Fighter Group (Flying Tigers) (P-40, P-51).
July 1942 – dicembre 1945
308th Bombardment Group:(B-24)
marzo 1943 – febbraio 1945
- 69th Composite Wing
Costituito come 69th Bombardment Wing, 9 agosto 1943.
Rinominato 69th Composite Wing, dicembre 1943.
Riassegnato a Tenth Air Force, agosto 1945.

51st Fighter Group (P-40, P-38, P-51)
ottobre 1943 – agosto 1945
341st Bombardment Group (Medium) (B-25)
gennaio 1944 – agosto 1945,
- 312th Fighter Wing
Costituito come 312th Fighter Wing, 7 marzo 1944.
Riassegnato a United States, dicembre 1945.

81st Fighter Group: 1944–1945 (P-40, P-47)
maggio 1944 – dicembre 1945
33d Fighter Group: 1944 Trasferito da 10th AF (P-38, P-47)
aprile 1944 – settembre 1944
311th Fighter Group: 1944–1945 Trasferito da 10th AF (A-36, P-51)
agosto 1944 – dicembre 1945
- Chinese-American Composite Wing (Provisional) (1943–1945)

3d Fighter Group (P-40, P-51)
7th Fighter Squadron
8th Fighter Squadron
28th Fighter Squadron
32d Fighter Squadron
5th Fighter Group (P-40, P-51)
17th Fighter Squadron
26th Fighter Squadron
27th Fighter Squadron
29th Fighter Squadron
1st Bombardment Group (Medium) (B-25)
1st Bombardment Squadron
2d Bombardment Squadron
3d Bombardment Squadron
- Other assigned units:

402d Fighter Group:
maggio–July 1943. Assegnato ma mai equipaggiato.
476th Fighter Group:
 maggio–July 1943. Assegnato ma mai equipaggiato.
341st Bombardment Group: Trasferito da Tenth AF (B-25)
gennaio 1944 – novembre 1945
443d Troop Carrier Group: Trasferito da Tenth AF (C-47/C-54)
agosto–novembre 1945
426th Night Fighter Squadron: Trasferito da 10th AF (P-61)
427th Night Fighter Squadron: Trasferito da 10th AF (P-61)

#### John Birch
Jimmy Doolittle raccomandò a Chennault per lo spionaggio il missionario americano John Birch, che lo aveva assistito quando l'equipaggio di Doolittle era atterrato in Cina al rientro dall'incursione aerea su Tokyo. Entrato a far parte della Fourteenth, e successivamente distaccato all'OSS, costruì una formidabile rete di informatori per fornire alle Tigri Volanti notizie sulle posizioni militari giapponesi in terra-cielo-mare, e sulla disponibilità di trasporti e ferrovie. Fu ucciso dieci giorni dopo la fine della guerra da comunisti cinesi mentre tentava di osservare un aereo abbattuto cui essi stavano facendo la guardia; per questo episodio gli fu dedicata la John Birch Society. L'incidente è narrato nel libro di memorie di Paul Frillmann, China: The Remembered Life, che aveva iniziato la guerra come cappellano delle Tigri Volanti.

### Air Defense Command
Nel marzo 1946 il comandante generale dell'USAAF Carl Spaatz aveva intrapreso un'intensa riorganizzazione dell'USAAF post-bellica, tra l'altro istituendo i Major Command (MAJCOM), posti alle dirette dipendenze del quartier generale USAAF. Furono disattivate le Continental Air Forces, e la Tenth Air Force fu assegnata al nuovo Air Defense Command nel marzo 1946, e successivamente al Continental Air Command (ConAC) nel dicembre 1948, con il principale compito di difesa aerea.
Il comando fu riattivato il 24 maggio 1946 presso Orlando Army Air Base (in seguito, AFB) (Florida). In origine era incaricato di garantire la difesa aerea su un'ampia zona degli USA sudorientali lungo il confine di Carolina del Nord, Tennessee, Arkansas ed Oklahoma, compreso il Texas del sud fino al Rio Grande. Oltre a svolgere il comando e controllo delle unità intercettori e radar in servizio attivo della sua zona, divenne l'organo di commando dell'Air Force Reserve e delle unità di Air National Guard di quello stato (federato).
Nel 1949, con l'istituzione di Western Air Defense Force (WADF) e Eastern Air Defense Force (EADF), il ruolo di difesa aerea del comando fu trasferito in via principale alla EADF, lasciando la Fourteenth Air Force libera di concentrarsi sul suo compito addestrativo verso la riserva. Fu poi riassegnata al Continental Air Command e trasferita a Robins AFB (Georgia) nell'ottobre 1949.
Durante la Guerra di Corea la 14 AF partecipò alla mobilitazione di unità e militari di Air National Guard ed Air Force Reserve dal suo quartier generale di Robins Air Force Base (AFB), Georgia. Finita la guerra, gli stormi riservisti della 14 AF parteciparono a varie operazioni di ponte aereo, come Operation SIXTEEN TONS, Operation SWIFT LIFT e Operation READY SWAP. La 14 AF fu disattivata il 1º settembre 1960.
La Fourteenth Air Force fu riattivata il 20 gennaio 1966 presso Gunter AFB (Alabama) nell'ambito dell'Air Defense Command con la disattivazione della sua organizzazione di Air Defense Sector. La sua zona di competenza era essenzialmente la stessa del suo territorio del 1948, leggermente spostato ad ovest per comprendere il Nuovo Messico. La zona orientale della Carolina del Nord e di quella del Sud erano affidate alla riattivata First Air Force.
Il 18 gennaio 1968 l'Air Defense Command fu rinominato Aerospace Defense Command (ADCOM) nel quadro di una ristrutturazione delle forze di difesa aeree USAF. Il comando fu rinominato Fourteenth Aerospace Force il 1º luglio 1968 e trasferito a Ent AFB, Colorado, incorporando risorse della 9th Aerospace Defense Division. Nell'ambito della nuova enfasi che ADCOM poneva sulla difese contro ICBM e SLBM, la missione assegnata alla 14th Aerospace Force era individuare i lanci di missili stranieri, tracciare missili e satelliti nello spazio fornire servizi di lancio veicoli spaziali, mantenere un database di satelliti e di tutti gli oggetti nello spazio creati dall'uomo ed eseguire azioni anti-satellite. La sua vecchia zona di competenza venne riassegnata alla 31st Air Division e alla 32nd Air Division.
Come 14th Aerospace Force, il comando coordinava il sistema di radar Ballistic Missile Early Warning System (BMEWS) lungo il Circolo polare artico. Vennero posti sotto il controllo del comando altri radar al solo scopo di scoprire, identificare, tracciare ed inviare dati al NORAD su ogni SLBM. Tutti gli oggetti fatti dall'uomo divenivano numeri nello USAF SPACETRACK network gestito dalla 14th Aerospace Force.

### Air Force Reserve
Riduzioni di budget e riorganizzazioni in ADCOM determinarono molti cambiamenti e riduzioni nelle risorse aerospaziali ed anche scompiglio nella struttura del comando della 14 AF durante gli anni 1970. Nel 1976 il quartier generale della 14th Aerospace Force fu disattivato, con il trasferimento a Dobbins AFB (Georgia) e riattivato come Fourteenth Air Force (Reserve).
La nuova missione del comando di Dobbins divenne supervisione, gestione e supporto delle forze di aerotrasporto di Air Force Reserve per il Military Airlift Command e partecipò a missioni come l'Operazione Just Cause. Fu rinominata  Fourteenth Air Force il 1º dicembre 1985, e disattivata il 1º luglio 1993.

### Air Force Space Command
Il 1º luglio 1993 la 14 AF return al suo precedente ruolo spaziale e divenne una Numbered Air Force dell'Air Force Space Command, preposta all'esecuzione di operazioni spaziali. Nel 1997 la 14 AF istituì lo Space Operations Center presso Vandenberg AFB in California per esercitare il comando e controllo "H 24" di tutte le risorse per operazioni spaziali. Nel 2002 la 14 AF divenne la componente per operazioni spaziali dell'Air Force all'interno dello United States Strategic Command.
Nel 2005 la 14 AF aprì ufficialmente il suo centro operazioni appena rinnovato. Le nuove funzioni di comando e controllo del Joint Space Operations Center garantivano un impegno coerentemente orientato di tutte le risorse spaziali a sostegno delle operazioni militari congiunte in tutto il globo.

### Evoluzione organigrammatica
- Istituita come China Air Task Force (CATF) **, 14 luglio 1942

Attivata il 14 luglio 1942 incorporando materiali e personale di 1st AVG
Disattivata il 19 marzo 1943
- Established as Fourteenth Air Force il 5 marzo 1943

Attivata il 19 marzo 1943 incorporando materiali e personale di CATF
Disattivata il 6 gennaio 1946
- Attivata il 24 maggio 1946

Disattivata il 1º settembre 1960.
- Attivata il 20 gennaio 1966
- Rinominata Fourteenth Aerospace Force il 1º luglio 1968.

Disattivata il 1º ottobre 1976.
- Rinominata Fourteenth Air Force (Reserve), e attivata il 8 ottobre 1976
- Rinominata Fourteenth Air Force il 1º dicembre 1985.

Disattivata il 1º luglio 1993.
- Riattivata 1º luglio 1993

* Autorizzata come "Special Air Unit" dal presidente Roosevelt nel 1941 e dotata di equipaggiamento USA, ma ufficialmente non associata alle forze armate USA.  Il 1st American Volunteer Group fu sciolto formalmente il 4 luglio 1942.  A ciascun membro fu offerto il rango di ufficiale delle United States Army Air Forces.  Alcuni accettarono, indossarono ancora una volta le uniformi americane, e restarono in Cina.  Altri ritornarono ai ranghi di provenienza:  Army, Navy, o Marine Corps ma combatterono altrove.  Diciotto accettarono di volare per la China National Aviation Corporation.  Il materiale, e il personale appartenuto al 1st AVG che scelse di entrare nelle USAAF, confluì nella United States Army Air Forces China Air Task Force il 14 luglio 1942, come 23d Fighter Group.
** Assegnata alla Tenth Air Force.

### Comandi sovraordinati
- Assegnata a U.S. Army Forces, teatro Cina-Birmania-India, 10 marzo 1943
- Assegnata a U.S. Forces, teatro Cina, circa 24 ottobre 1944
- Air Defense Command, 20 gennaio 1946
- Continental Air Command, 1º dicembre 1948
- Air (più tardi, Aerospace) Defense Command, 1º luglio 1968

Assorbite risorse di 9th Aerospace Defense Division
- Air Force Reserve, 8 ottobre 1976
- Air Force Space Command 1º luglio 1993
- United States Space Force 20 dicembre 2019

### Componenti

#### Air Divisions
- 8th Air Division, 1º maggio 1949 – 1º agosto 1950
- 9th Air Division, 1º maggio 1949 – 1º agosto 1950
- 31st Air Division, 1º aprile 1966 – 1º luglio 1968
- 32d Air Division, 1º aprile 1966 – 1º luglio 1968

#### Wings (stormi)
- 71st Missile Warning Wing

Riassegnato da 9th Aerospace Defense Division, 1º luglio 1968
Guarnigione a Ent AFB, Colorado
Trasferito a McGuire AFB, New Jersey, 21 luglio 1969
Disattivato, 30 aprile 1971
- 73d Aerospace Surveillance Wing

Riassegnato da 9th Aerospace Defense Division, 1º luglio 1968
Guarnigione a Ent AFB, Colorado
Trasferito a Tyndall AFB, Florida e disattivato 30 aprile 1971
- 4756th Air Defense Wing (Training)

Riassegnato da 73d Air Division, 1º aprile 1966
Guarnigione a Tyndall AFB, Florida
Dismesso, 1 January 1968
- 4780th Air Defense Wing (Training)

Riassegnato da 73d Air Division, 1º aprile 1966
Guarnigione a Perrin AFB, Texas
Riassegnato a Tenth Air Force, 1º luglio 1968

#### Groups
- 10th Aerospace Defense Group

Riassegnato da 9th Aerospace Defense Division, 1º luglio 1968
Guarnigione a Vandenberg AFB, California
Disattivato il 1º novembre 1979
- 12th Missile Warning Group

Riassegnato da 71st Missile Warning Wing, 30 aprile 1971
Guarnigione a Thule Air Base, Greenland
Riassegnato a 21st Air Division, 1º ottobre 1976

#### Squadrons
- 4751st Air Defense Squadron (Missili)

Riassegnato da 4756th Air Defense Wing, 15 giugno 1966
Guarnigione a Tyndall AFB, Florida
Riassegnato a Air Defense Weapons Center (ADC), 1º gennaio 1968
- 14th Missile Warning Squadron

Attivato a Laredo AFB, Texas, 8 luglio 1972
Trasferito a MacDill AFB, Florida, 30 giugno 1975
Riassegnato a ADCOM, 1º ottobre 1976
- 16th Surveillance Squadron

Riassegnato da 73d Aerospace Surveillance Wing, 30 aprile 1971
Guarnigione a Shemya AFS, Alaska
Riassegnato Alaskan ADCOM Region, 1º ottobre 1976
- 18th Surveillance Squadron

Riassegnato da 73d Aerospace Surveillance Wing, 30 aprile 1971
Guarnigione a Edwards AFB, California
Disattivato 1º ottobre 1975
- 19th Surveillance Squadron

Riassegnato da 73d Aerospace Surveillance Wing, 30 aprile 1971
Guarnigione a Diyarbakir, Turkey
Riassegnato a 21st Air Division, 1º ottobre 1976
- 20th Surveillance Squadron

Riassegnato da 73d Aerospace Surveillance Wing, 30 aprile 1971
Guarnigione a Eglin AFB, Florida
Disattivato 1º ottobre 1975
Riassegnato a 20th Air Division, 1º ottobre 1976
- 17th Radar Squadron

Attivato 1º settembre 1972 at Ko Kha ASN, Thailand
Disattivato 31 May 1976

### Stations
- Kunming, Cina, 10 marzo 1943
- Peishiyi, Cina, 7 agosto – 15 dicembre 1945
- Fort Lawton, Washington, 5–6 gennaio 1946
- Orlando AB, Florida, 24 maggio 1946
- Robins AFB, Georgia, ottobre 1949
- Gunter AFB, Alabama, 1º aprile 1966
- Colorado Springs, Colorado, 1º luglio 1968
- Dobbins AFB (in seguito, ARB), Georgia, 8 ottobre 1976
- Vandenberg AFB, California, 1º luglio 1993